# Bosnia și Herțegovina la Concursul Muzical Eurovision
Bosnia și Herțegovina a debutat la Concursul Muzical Eurovision din anul  1993, după ce s-a clasat a doua în etapa de calificare  "Kvalifikacija za Millstreet" și a participat aproape în fiecare an cu excepția anilor 1998 și 2000, unde punctajul slab a forțat Bosnia și Herțegovina să nu participe. Ultima participare a Bosniei și Herțegovinei la Eurovision a fost în 2012, când Maya Sar s-a clasat pe locul 18 în finală cu piesa "Korake ti znam".

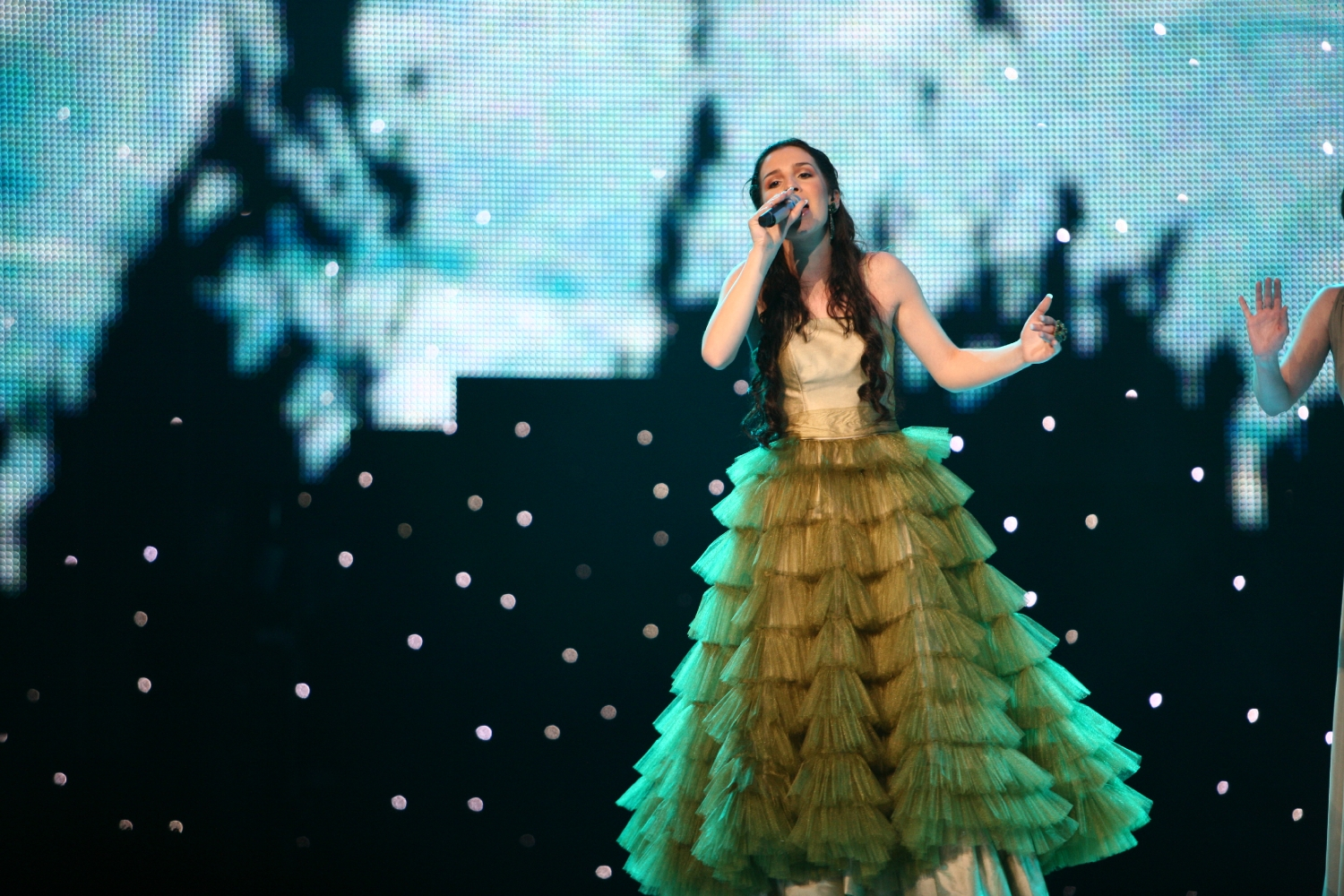
Marija Šestić interpretând "Rijeka bez imena" la Helsinki (2007)

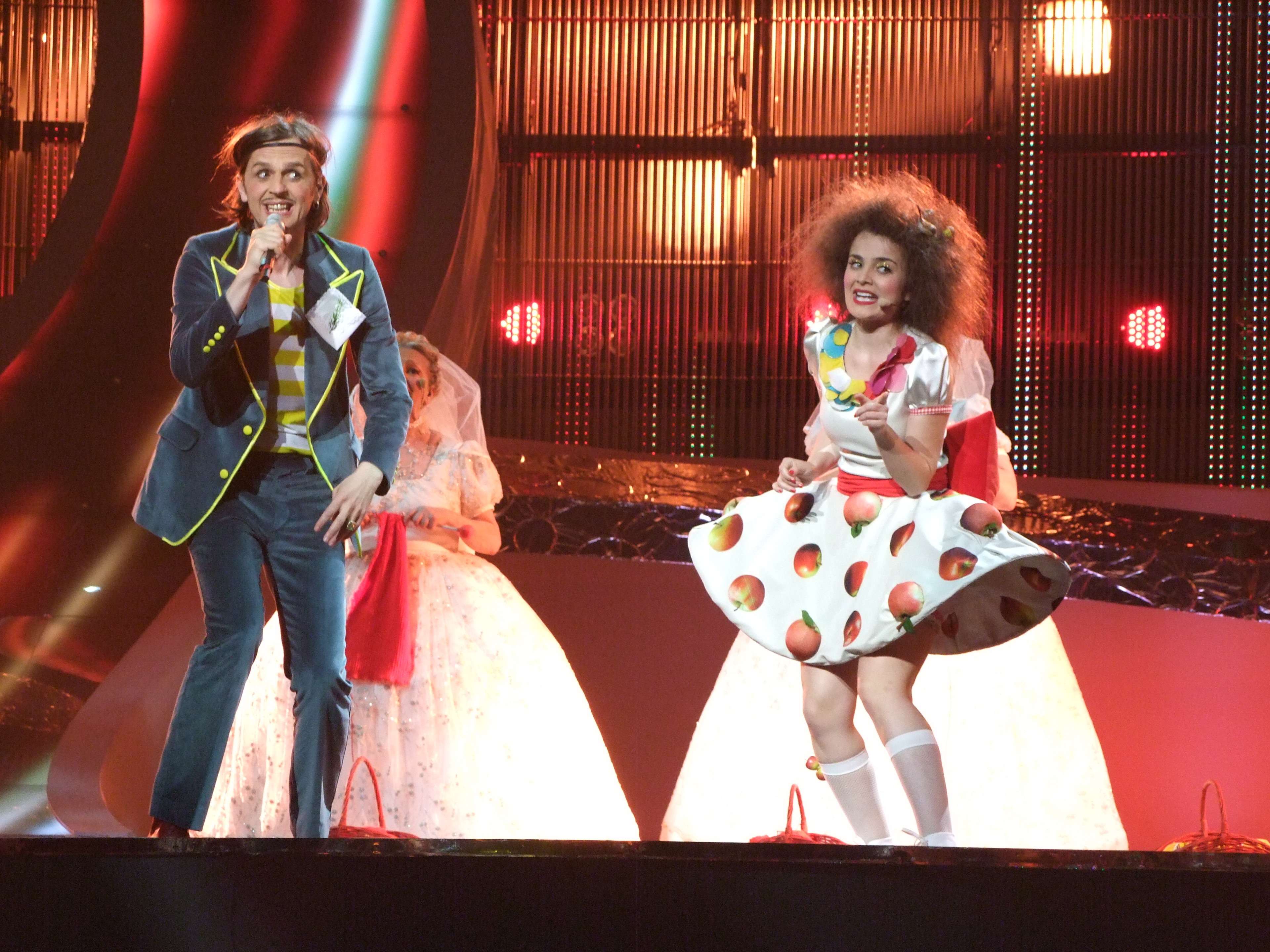
Laka interpretând "Pokušaj" la Belgrad (2008)

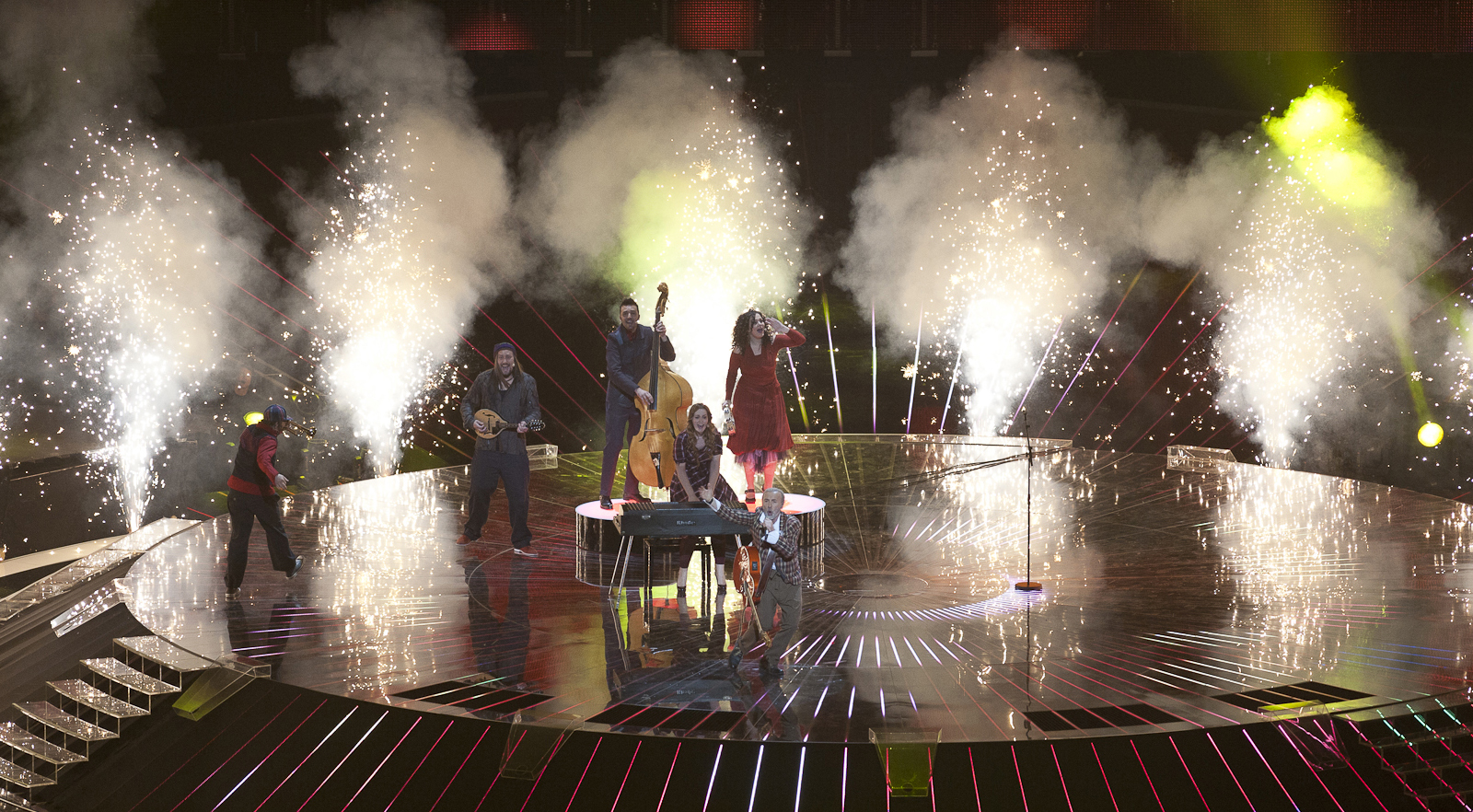
Dino Merlin interpretând "Love in Rewind" la Düsseldorf (2011)

## Istoric
Înainte de 1993, Bosnia și Herțegovina a participat la Concursul Eurovision ca parte a Iugoslaviei.
Rezultatul cel mai bun al Bosniei și Herțegovinei a fost la concursul din 2006, unde Hari Mata Hari a ieșit pe locul 3 cu piesa "Lejla". De la introducerea semifinalelor, Bosnia și Herțegovina nu a ratat nici o finală, până când reprezentanții Jala, Anna Rucher, Deen și Dala nu au reușit să se califice în finala de la Stockholm din 2016 cu piesa "Ljubav je".

## Participări
| An   | Gazda      | Artist                            | Titlu                   | Finala           | Puncte           | Semifinala | Puncte |
| ---- | ---------- | --------------------------------- | ----------------------- | ---------------- | ---------------- | ---------- | ------ |
| 1993 | Millstreet | Fazla                             | "Sva bol svijeta"       | 16               | 27               |            |        |
| 1994 | Dublin     | Alma & Dejan                      | "Ostani kraj mene"      | 15               | 39               |            |        |
| 1995 | Dublin     | Davorin Popović                   | "Dvadeset prvi vijek"   | 19               | 14               |            |        |
| 1996 | Oslo       | Amila Glamočak                    | "Za našu ljubav"        | 22               | 13               |            |        |
| 1997 | Dublin     | Alma Čardžić                      | "Goodbye"               | 18               | 22               |            |        |
| 1999 | Ierusalim  | Dino & Beatrice                   | "Putnici"               | 7                | 86               |            |        |
| 2001 | Copenhaga  | Nino Pršeš                        | "Hano"                  | 14               | 29               |            |        |
| 2002 | Tallin     | Maja Tatić                        | "Na jastuku za dvoje"   | 13               | 33               |            |        |
| 2003 | Riga       | Mija Martina                      | "Ne brini"              | 16               | 27               |            |        |
| 2004 | Istanbul   | Deen                              | "In The Disco"          | 9                | 91               | 7          | 133    |
| 2005 | Kiev       | Feminnem                          | "Call Me"               | 14               | 79               | X          | X      |
| 2006 | Atena      | Hari Mata Hari                    | "Lejla"                 | 3                | 229              | 2          | 267    |
| 2007 | Helsinki   | Marija Šestić                     | "Rijeka bez imena"      | 11               | 106              | X          | X      |
| 2008 | Belgrad    | Laka                              | "Pokušaj"               | 10               | 110              | 9          | 72     |
| 2009 | Moscova    | Regina                            | "Bistra voda"           | 9                | 106              | 3          | 125    |
| 2010 | Oslo       | Vukašin Brajić                    | "Thunder and Lightning" | 17               | 51               | 8          | 59     |
| 2011 | Düsseldorf | Dino Merlin                       | "Love in Rewind"        | 6                | 125              | 5          | 109    |
| 2012 | Baku       | Maya Sar                          | „Korake ti znam”        | 18               | 55               | 6          | 77     |
| 2016 | Stockholm  | Dalal & Deen ft Ana Rucner & Jala | „Ljubav je”             | Nu s-a calificat | Nu s-a calificat | 11         | 104    |